# Phản bội

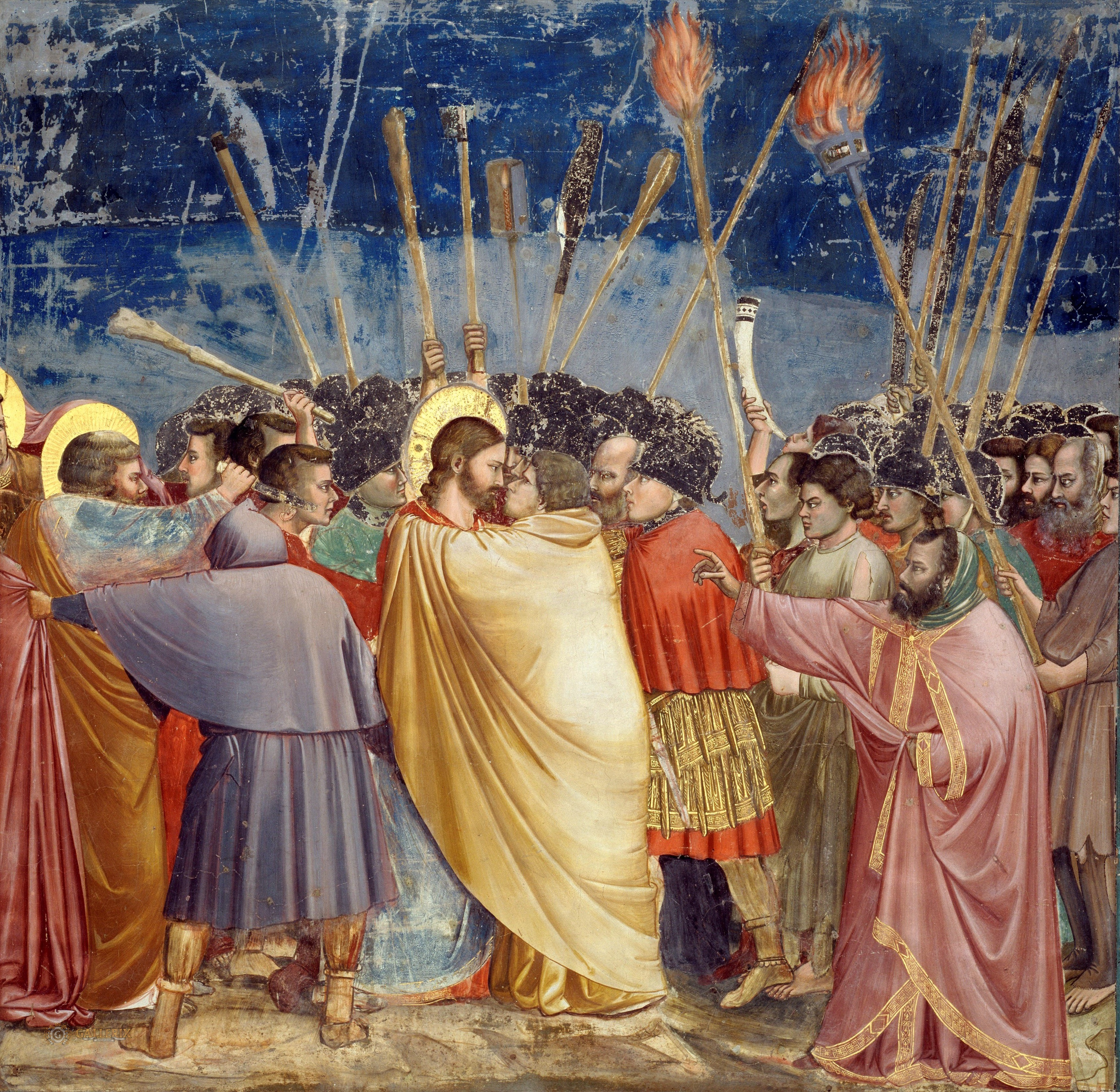
Nụ hôn của Giuđa, 1304-06 của Giotto, cho thấy Giuđa phản bội Giêsu.

Sự phản bội là sự phá vỡ hoặc vi phạm hợp đồng giả định, sự tin tưởng hoặc sự tự tin tạo ra xung đột về đạo đức và tâm lý trong mối quan hệ giữa các cá nhân, giữa các tổ chức hoặc giữa các cá nhân và tổ chức. Sự phản bội thường là hành động ủng hộ một nhóm đối thủ, hoặc đó là một sự phá vỡ hoàn toàn so với các quy tắc được quyết định trước đó hoặc được cho là của một bên so với bên kia. Một người phản bội người khác thường được gọi là kẻ phản bội hoặc phản bội. Sự phản bội cũng là một yếu tố văn học thường được sử dụng, cũng được sử dụng trong các tiểu thuyết khác như phim và phim truyền hình, và thường được liên kết với hoặc được sử dụng như một plot twist.

## Định nghĩa
Các triết gia Judith Shklar và Peter Johnson, tác giả của The Ambiguities of Betrayal và Frames of Deceit, cho rằng trong khi không có định nghĩa rõ ràng về sự phản bội thì sự phản bội được hiểu rõ hơn qua văn học.

## Hành vi và hậu quả
Một hành động phản bội tạo ra một một chuỗi những hành vi, suy nghĩ và cảm xúc tiêu cực ở cả nạn nhân và người phản bội. Các nạn nhân thể hiện sự tức giận và yêu cầu chuộc tội kẻ phản bội; đến lượt người phản bội có thể trải qua cảm giác tội lỗi hoặc xấu hổ, và biểu lộ sự hối hận. Nếu, sau khi hung thủ thể hiện sự hối hận hoặc xin lỗi, nạn nhân tiếp tục thể hiện sự tức giận, điều này có thể lần lượt khiến hung thủ trở nên và tức giận. Chấp nhận sự phản bội có thể được thể hiện nếu nạn nhân từ bỏ các yêu cầu chuộc tội và trả thù; nhưng chỉ được chứng minh nếu các nạn nhân không tiếp tục yêu cầu xin lỗi, liên tục càm ràm hoặc không ngừng xem xét lại vụ việc nhiều lần.

## Trong mối quan hệ yêu đương
Trong tình yêu, phản bội được miêu tả như hành vi lừa dối khiến một cặp vợ chồng có nguy cơ ngoại tình hoặc một sự không chung thủy khác, còn có thể được viết là cắm sừng, bắt cá hai tay, bắt cá nhiều tay. Một số loại hành vi được cho là phản bội trong quan hệ yêu đương bao gồm ngoại tình, nói dối, chống lại nhau, vắng mặt, lạnh lùng, không ham muốn tình dục với nhau, thiếu tôn trọng, không công bằng, ích kỷ và thất hứa.

## Phản bội mù quáng
Sự phản bội mù quáng là sự không nhận thức, không biết và phản bội trong vô thức được thể hiện bởi những người hướng tới sự phản bội.